# Lisjmejaure
Lisjmejaure är en sjö i Arjeplogs kommun i Lappland och ingår i Skellefteälvens huvudavrinningsområde. Sjön har en area på 0,236 kvadratkilometer och ligger 708,7 meter över havet.